# پروتئین z
پروتئین Z یا (PZ or PROZ) پروتئینی است که در انسان توسط ژن PROZ کدگذاری می‌شود.
پروتئین Z عضوی از آبشار انعقادی است، گروهی از پروتئین‌های خون که منجر به تشکیل لخته‌های خون می‌شود. این یک پروتئین از نوع گلاس و در نتیجه وابسته به ویتامین K است، بنابراین عملکرد آن در درمان وارفارین مختل می‌شود. این پروتئین گلیکوپروتئین است.

## فیزیولوژی
اگرچه از نظر آنزیمی فعال نیست، اما از نظر ساختاری به چندین پروتئیناز سرین آبشار انعقادی مربوط است: فاکتورهای VII , IX , X و پروتئین C. باقی مانده‌های کربوکسی گلوتامات (که به ویتامین K نیاز دارند) پروتئین Z را به سطوح فسفولیپید متصل می‌کند.
به نظر می‌رسد نقش اصلی پروتئین Z تخریب فاکتور Xa باشد. این کار توسط مهارکننده پروتئاز مربوط به پروتئین Z (ZPI) انجام می‌شود، اما با حضور پروتئین Z واکنش ۱۰۰۰ برابر تسریع می‌شود. عجیب است، ZPI عامل XI را نیز تخریب می‌کند، اما این واکنش نیازی به حضور پروتئین Z ندارد.
در برخی مطالعات، کشورهای کمبود با تمایل به ترومبوز همراه بوده‌است. اما برخی دیگر، آن را به تمایل به خونریزی مرتبط می‌دانند. هیچ توضیح روشنی برای این وجود ندارد، زیرا از نظر فیزیولوژیکی به عنوان یک بازدارنده عمل می‌کند، و کمبود آن منطقاً منجر به ایجاد زمینه برای ترومبوز می‌شود.

## ژنتیک
۶۲ کیلو دالتون بزرگ و ۳۹۶ آمینو اسید طول دارد. ژن PROZ با کروموزوم سیزدهم (13q34) مرتبط شده‌است.
این چهار دامنه دارد: یک منطقه غنی از لعاب، دو دامنه EGF مانند و یک دامنه مانند تریپسین. فاقد باقیمانده سرین است که باعث فعال شدن آن به عنوان پروتئیناز سرین می‌شود.

## تاریخچه
پروتئین Z اولین بار توسط Prowse و Esnouf در ۱۹۷۷ در خون گاو جدا شد، و Broze & Miletich آن را در پلاسمای انسان در سال ۱۹۸۴ تعیین کردند.

## ساختار
تجزیه و تحلیل ساختاری پروتئین Z امکان درک بهتر عملکرد آن را فراهم می‌کند. پروتئین Z نشان می‌دهد که مارپیچهای آلفا رادارد. ساختار نهایی، تمام حوزه آلفا، توسط پراش اشعه ایکس تعیین شد. از زنجیره A و B تشکیل شده‌است که هر دو نقوش مارپیچ حلقه ای-مارپیچی هستند.